# Rabbi Matondo
Rabbi Matondo (Liverpool, 2000. szeptember 9. –) walesi válogatott labdarúgó, a Rangers játékosa.

## Pályafutása

### Klubcsapatokban
A Cardiff City és a Manchester City korosztályos csapataiban nevelkedett. 2019. január 30-án igazolt a német Schalke 04 csapatához, ahova 2023-ig írt alá. 2021. január 7-én félévre kölcsönbe került az angol Stoke City csapatához. Április 24-én eredményes volt a Nottingham Forest csapata ellen. Augusztus 9-én opciós joggal került egy évre kölcsön a belga Cercle Brugge klubjába. 2022. július 12-én négy évre szerződtette a skót Rangers csapata.

### A válogatottban
A walesi U17-es és U21-es válogatottban is pályára lépett. 2018 novemberében meghívott kapott a felnőtt válogatottba Ryan Giggs szövetségi kapitánytól. November 20-án a 78. percben Sam Vokes cseréjeként debütált Albánia elleni felkészüli mérkőzésen.

## Statisztika
(2019. január 30-i állapot szerint.)
| Klub       | Szezon   | Bajnokság  | Bajnokság | Bajnokság | Kupa  | Kupa  | UEFA  | UEFA  | Egyéb | Egyéb | Összesen | Összesen |
| Klub       | Szezon   | Osztály    | Mérk.     | Gólok     | Mérk. | Gólok | Mérk. | Gólok | Mérk. | Gólok | Mérk.    | Gólok    |
| ---------- | -------- | ---------- | --------- | --------- | ----- | ----- | ----- | ----- | ----- | ----- | -------- | -------- |
| Schalke 04 | 2018–19  | Bundesliga | 0         | 0         | 0     | 0     | 0     | 0     | —     | —     | 0        | 0        |
| Összesen   | Összesen | Összesen   | 0         | 0         | 0     | 0     | 0     | 0     | 6     | 3     | 6        | 3        |

### A válogatottban
(2018. november 20-i állapot szerint.)
| Válogatott | Szezon   | Mérkőzés | Gól |
| ---------- | -------- | -------- | --- |
| Wales      | 2018     | 1        | 0   |
| Wales      | 2019     | 0        | 0   |
| Összesen   | Összesen | 1        | 0   |